# 新西爾基 (杜布諾區)
50°42′14″N 25°37′50″E / 50.70389°N 25.63056°E
新西爾基（烏克蘭語：Новосілки）是位於烏克蘭西北部的村莊，由羅夫諾州杜布諾區的奧斯特羅熱茨市鎮負責管轄。該村始建於1871年，面積10.1平方公里，海拔高度217米，2001年人口299，人口密度每平方公里29.7人。